# Saint-Nicolas-des-Motets
Pour les articles homonymes, voir Saint-Nicolas.
Saint-Nicolas-des-Motets est une commune française située dans le département d'Indre-et-Loire en région Centre-Val de Loire.

## Géographie
| Saint-Cyr-du-Gault Loir-et-Cher |                          | Saint-Étienne-des-Guérets Loir-et-Cher |
|                                 | Saint-Nicolas-des-Motets |                                        |
| Morand                          |                          | Dame-Marie-les-Bois                    |

### Hydrographie

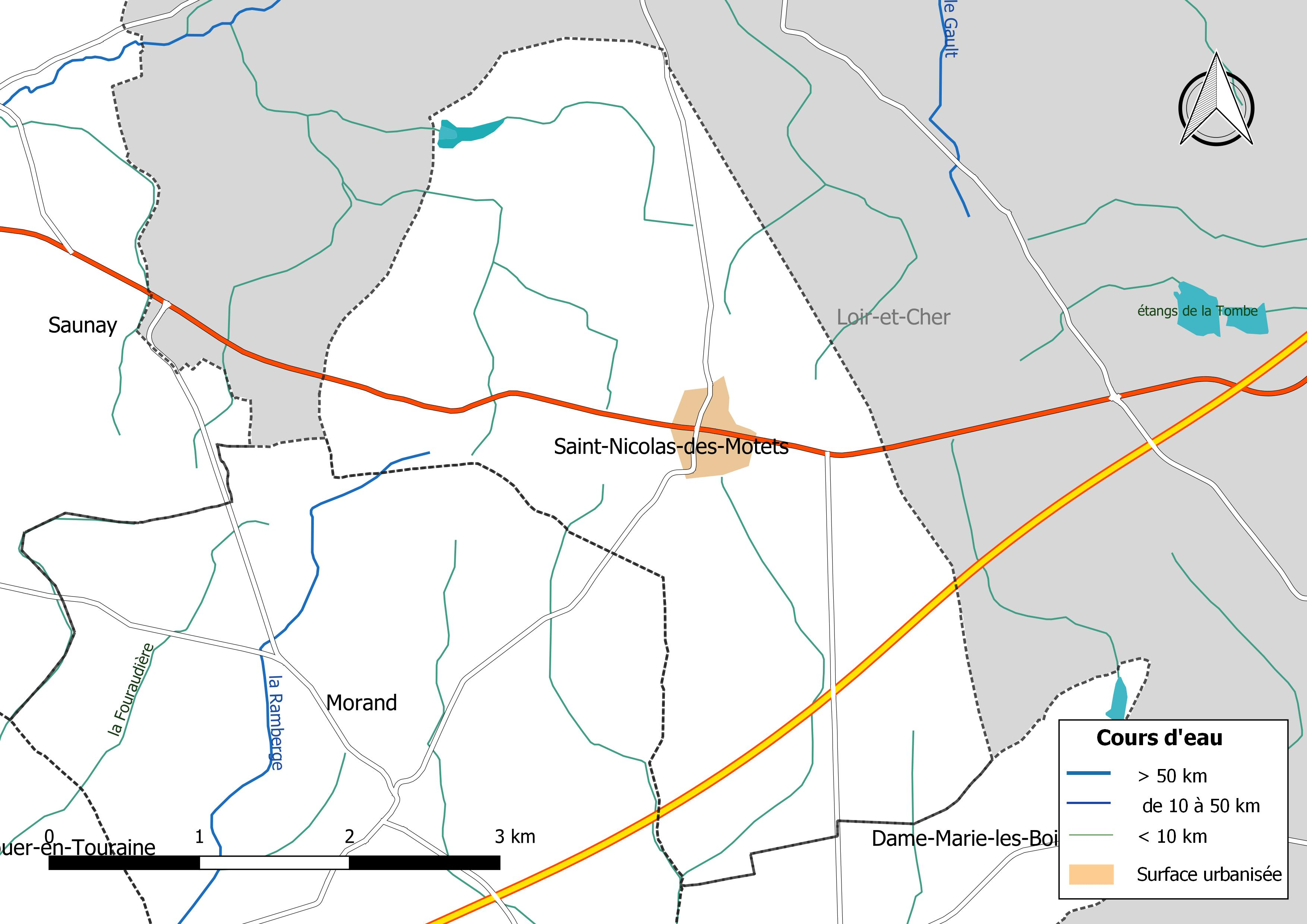
Réseau hydrographique de Saint-Nicolas-des-Motets.

Le réseau hydrographique communal, d'une longueur totale de 11,92 km, comprend un cours d'eau notable, la Ramberge (0,342 km), et huit petits cours d'eau pour certains temporaires,.
La Ramberge, d'une longueur totale de 22,3 km, prend sa source au nord-ouest du territoire communal, dans le bois de la Chaîne, s'écoule vers le sud et se jette dans la Cisse à Pocé-sur-Cisse, après avoir traversé 7 communes. 
Sur le plan piscicole, la Ramberge est classée en deuxième catégorie piscicole. Le groupe biologique dominant est constitué essentiellement de poissons blancs (cyprinidés) et de carnassiers (brochet, sandre et perche).
Une zone humide a été répertoriée sur la commune par la direction départementale des territoires (DDT) et le conseil départemental d'Indre-et-Loire : « l'étang de la Reverdière »,.

### Climat
Pour des articles plus généraux, voir Climat du Centre-Val de Loire et Climat d'Indre-et-Loire.
En 2010, le climat de la commune est de type climat océanique dégradé des plaines du Centre et du Nord, selon une étude du CNRS s'appuyant sur une série de données couvrant la période 1971-2000. En 2020, Météo-France publie une typologie des climats de la France métropolitaine dans laquelle la commune est exposée à un climat océanique altéré et est dans la région climatique Moyenne vallée de la Loire, caractérisée par une bonne insolation (1 850 h/an) et un été peu pluvieux.
Pour la période 1971-2000, la température annuelle moyenne est de 10,7 °C, avec une amplitude thermique annuelle de 15,2 °C. Le cumul annuel moyen de précipitations est de 676 mm, avec 10,7 jours de précipitations en janvier et 7,1 jours en juillet. Pour la période 1991-2020, la température moyenne annuelle observée sur la station météorologique de Météo-France la plus proche, sur la commune de Saunay à 5 km à vol d'oiseau, est de 12,0 °C et le cumul annuel moyen de précipitations est de 657,3 mm,. Pour l'avenir, les paramètres climatiques de la commune estimés pour 2050 selon différents scénarios d'émission de gaz à effet de serre sont consultables sur un site dédié publié par Météo-France en novembre 2022.

## Urbanisme

### Typologie
Au 1er janvier 2024, Saint-Nicolas-des-Motets est catégorisée commune rurale à habitat dispersé, selon la nouvelle grille communale de densité à sept niveaux définie par l'Insee en 2022.
Elle est située hors unité urbaine et hors attraction des villes,.

### Occupation des sols
L'occupation des sols de la commune, telle qu'elle ressort de la base de données européenne d’occupation biophysique des sols Corine Land Cover (CLC), est marquée par l'importance des territoires agricoles (95 % en 2018), une proportion sensiblement équivalente à celle de 1990 (94,6 %). La répartition détaillée en 2018 est la suivante : 
terres arables (95 %), forêts (3 %), zones urbanisées (2 %). L'évolution de l’occupation des sols de la commune et de ses infrastructures peut être observée sur les différentes représentations cartographiques du territoire : la carte de Cassini (XVIIIe siècle), la carte d'état-major (1820-1866) et les cartes ou photos aériennes de l'IGN pour la période actuelle (1950 à aujourd'hui).

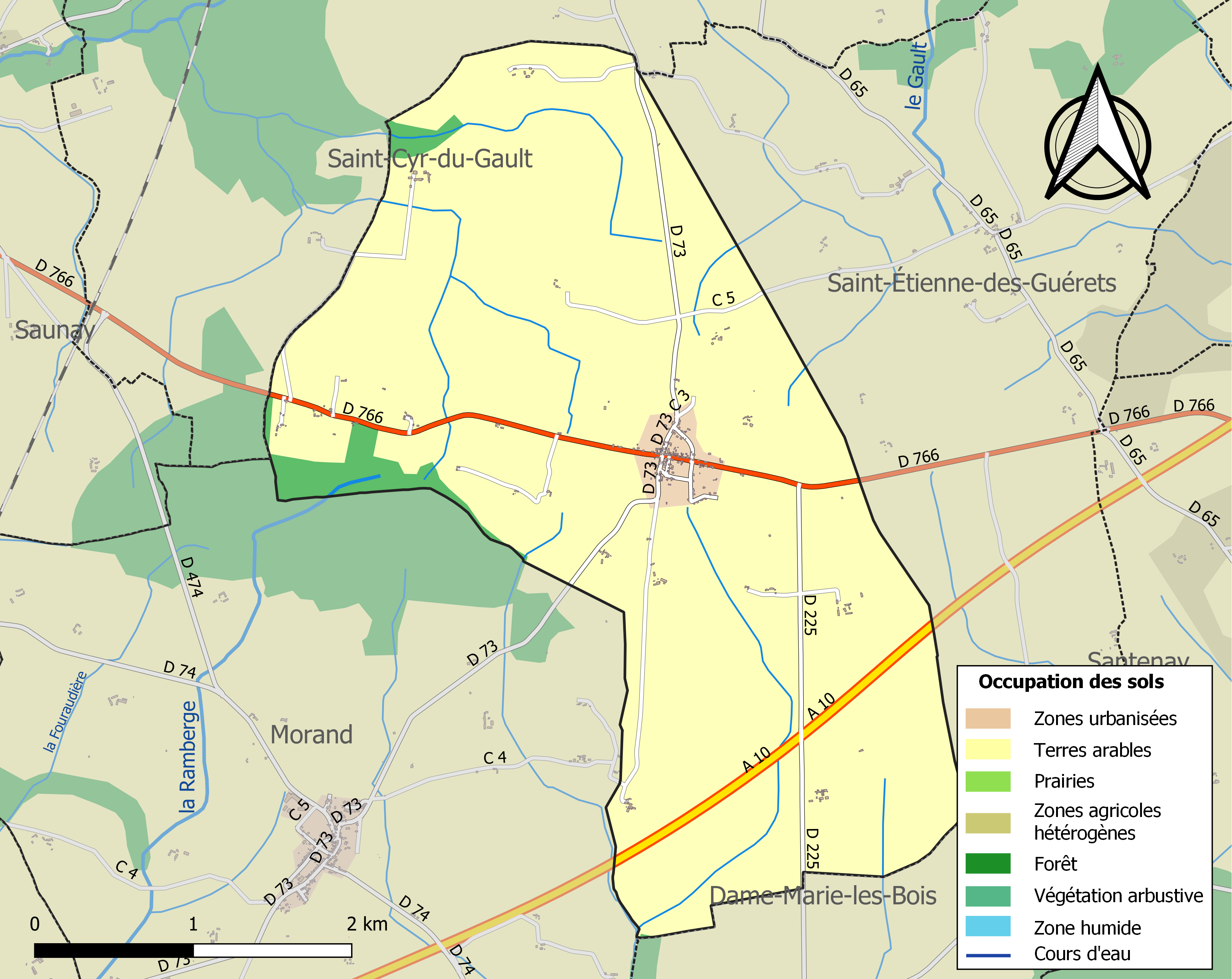
Carte des infrastructures et de l'occupation des sols de la commune en 2018 (CLC).

### Risques majeurs
Le territoire de la commune de Saint-Nicolas-des-Motets est vulnérable à différents aléas naturels : météorologiques (tempête, orage, neige, grand froid, canicule ou sécheresse) et séisme (sismicité très faible). Un site publié par le BRGM permet d'évaluer simplement et rapidement les risques d'un bien localisé soit par son adresse soit par le numéro de sa parcelle.

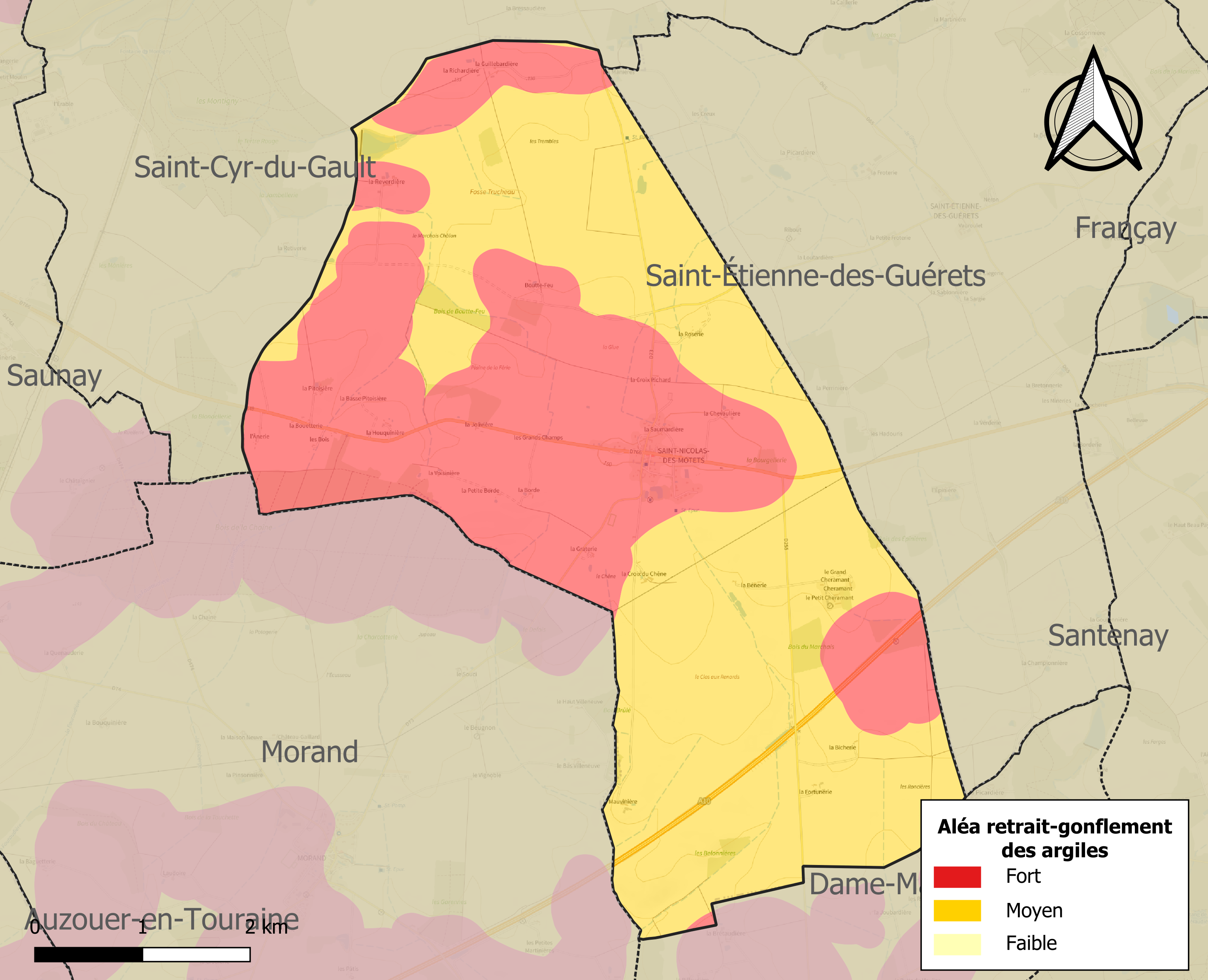
Carte des zones d'aléa retrait-gonflement des sols argileux de Saint-Nicolas-des-Motets.

Le retrait-gonflement des sols argileux est susceptible d'engendrer des dommages importants aux bâtiments en cas d’alternance de périodes de sécheresse et de pluie. La totalité de la commune est en aléa moyen ou fort (90,2 % au niveau départemental et 48,5 % au niveau national). Sur les 120 bâtiments dénombrés sur la commune en 2019, 120 sont en aléa moyen ou fort, soit 100 %, à comparer aux 91 % au niveau départemental et 54 % au niveau national. Une cartographie de l'exposition du territoire national au retrait gonflement des sols argileux est disponible sur le site du BRGM,.
Concernant les mouvements de terrains, la commune a été reconnue en état de catastrophe naturelle au titre des dommages causés par des mouvements de terrain en 1999.

## Politique et administration
| Période                                  | Période   | Identité           | Étiquette | Qualité                    |
| ---------------------------------------- | --------- | ------------------ | --------- | -------------------------- |
| Les données manquantes sont à compléter. |           |                    |           |                            |
| mars 2001                                | mars 2014 | Pierre Rapy        |           |                            |
| mars 2014                                | mai 2020  | Daniel Choisis     | DVG       | Retraité Fonction publique |
| mai 2020                                 | En cours  | Béatrice Verwaerde |           |                            |

## Démographie
L'évolution du nombre d'habitants est connue à travers les recensements de la population effectués dans la commune depuis 1793. Pour les communes de moins de 10 000 habitants, une enquête de recensement portant sur toute la population est réalisée tous les cinq ans, les populations de référence des années intermédiaires étant quant à elles estimées par interpolation ou extrapolation. Pour la commune, le premier recensement exhaustif entrant dans le cadre du nouveau dispositif a été réalisé en 2004.

En 2022, la commune comptait 241 habitants, en évolution de −10,07 % par rapport à 2016 (Indre-et-Loire : +1,67 %, France hors Mayotte : +2,11 %).
| 1793 | 1800 | 1806 | 1821 | 1831 | 1836 | 1841 | 1846 | 1851 |
| ---- | ---- | ---- | ---- | ---- | ---- | ---- | ---- | ---- |
| 264  | 281  | 247  | 261  | 305  | 282  | 308  | 309  | 287  |

| 1856 | 1861 | 1866 | 1872 | 1876 | 1881 | 1886 | 1891 | 1896 |
| ---- | ---- | ---- | ---- | ---- | ---- | ---- | ---- | ---- |
| 288  | 294  | 302  | 302  | 294  | 316  | 329  | 317  | 314  |

| 1901 | 1906 | 1911 | 1921 | 1926 | 1931 | 1936 | 1946 | 1954 |
| ---- | ---- | ---- | ---- | ---- | ---- | ---- | ---- | ---- |
| 310  | 307  | 323  | 277  | 291  | 273  | 284  | 274  | 235  |

| 1962 | 1968 | 1975 | 1982 | 1990 | 1999 | 2004 | 2006 | 2009 |
| ---- | ---- | ---- | ---- | ---- | ---- | ---- | ---- | ---- |
| 225  | 165  | 158  | 193  | 189  | 224  | 243  | 246  | 267  |

| 2014 | 2019 | 2022 | - | - | - | - | - | - |
| ---- | ---- | ---- | - | - | - | - | - | - |
| 267  | 247  | 241  | - | - | - | - | - | - |

## Culture locale et patrimoine

### Lieux et monuments
- Église Saint-Nicolas

### Héraldique
| Blason de Saint-Nicolas-des-Motets | Blason  | De sinople à un crosseron d'or, soutenu par deux épis de blé tigés et feuillés du même, les tiges passées en sautoir et les épis ployés en fasce vers les flancs ; à la bordure componée de quatorze pièces d'argent et de gueules. |
| Blason de Saint-Nicolas-des-Motets | Détails | Le statut officiel du blason reste à déterminer. |

## Pour approfondir